# Schlotheimia perrieri
Schlotheimia perrieri är en bladmossart som beskrevs av Thériot 1926. Schlotheimia perrieri ingår i släktet Schlotheimia och familjen Orthotrichaceae. Inga underarter finns listade i Catalogue of Life.